# Сирушо
Сирануш Грачьевна Арутюнян (арм: Սիրանուշ Հարությունյան Հրաչի, 7 января 1987, Ереван) — армянская певица, более известная как Сирушо. Композитор и автор многочисленных песен. Заслуженная артистка Республики Армения (15.09.2017).

## Биография
Родилась в творческой армянской семье. Отец Грачья Арутюнян — актер и режиссёр Армянского Драматического театра, народный артист Армении. Мать Сюзан Маргарян — известная певица, заслуженная артистка АССР. Начала карьеру в 7 лет, выступая на сценах Армении и Канады. В 9 лет за песню «Лусабац» получила Армянскую Национальную Музыкальную Премию. В своем творчестве сочетает армянскую национальную музыку и современную поп-музыку. Кроме музыкальной карьеры Сирушо также заниматься дизайном украшений. В 2012 году выпустила свою собственную линию аксессуаров «PreGomesh». Линия представляет собой сочетание новых трендов с древними армянскими традициями.
В 2000 году вышел её первый альбом «Sirusho», за которым последовал альбом «Sheram» в 2005. Сирушо любит экспериментировать, в её песнях сочетаются такие музыкальные жанры как Соул, R&B, Pop, Фолк, вместе с армянскими музыкальными инструментами: Дудук, зурна, дхол. Певица в 2005 году выступила с концертами более чем 30 странах мира: Канада, Швеция, Кипр, Италия, Белоруссия, Великобритания, Израиль, Украина, Мальта, США, Франция, Бельгия, Греция, Сербия, Германия, Ливан, Египет, Грузия, Россия, Иордан, Турция, Сирия, Иран, Польша и в других странах.
В 2007 выпустила свой третий альбом «Hima». Песня «Mez vochinch chi bazhani» (рус. Ничто нас не разлучит) из этого альбома, была посвящена трагически погибшей певице Вардуи Варданян. В 2008 году Сирушо представила Армению на конкурсе Евровидение в Белграде (Сербия) с песней «Qele Qele», ставшей популярной среди молодежи Армении и Европы, и заняла 4-е место, набрав 199 баллов. В 2009 году записала песню на греческом языке «Erotas» (греч. Έρωτας, рус. Любовь). Упомянутая песня долгое время не сходила с первых мест в хит-парадах Армении. В том же году она вместе с Боазом Мауда и Еленой Томашевич представила песню «Time to Pray» (рус. Время молиться). Сирушо многократно была награждена премией «Лучшая певица года» в Армении.
В 2010 году получила Музыкальную Премию Ташир «за пропаганду армянской музыки в Европе». В 2012 году, вдохновившись армянской песней «Lorva Gutanerg» Комитаса, написала и представила песню «PreGomesh». Эта песня стала популярной и занимала первые места в хит-парадах довольно длительное время.

## Жизнь и карьера
В 9 лет она исполнила песню «Лусабац» и получила за эту песню Армянскую Национальную Музыкальную Премию. К этому времени она начала сочинять песни на армянском и английском языках. В 13 лет она выпустила свой первый альбом «Сирушо».

### 2005—2007: «Sheram» и «Hima»
На протяжении большей части своей музыкальной карьеры она исполняла в жанрах соул и поп. В 2005 году она начала работать над альбомом «Sheram». В этом альбоме нашли место большинство армянских народных песен Гусана Шерама. В том же году она была награждена премией «Лучший альбом года» на Армянской Национальной Музыкальной Премии. На этой же премии она получила премию «Певица года». Через несколько дней, её сингл " Heranum em " (" Я ухожу "), написанный ею, был выпущен на радио и вскоре стал хитом. В 2007 она выпустила свой третий альбом «Hima», в котором нашла место песня «Mez vochinch chi bazhani» (рус. «Ничто нас не разлучит»), посвященная трагически погибшей певице Вардуи Варданян. Была названа лучшей певицей года на Армянской музыкальной премии, которая состоялась в театре Kodak в Голливуде.

### 2008—2009: Евровидение

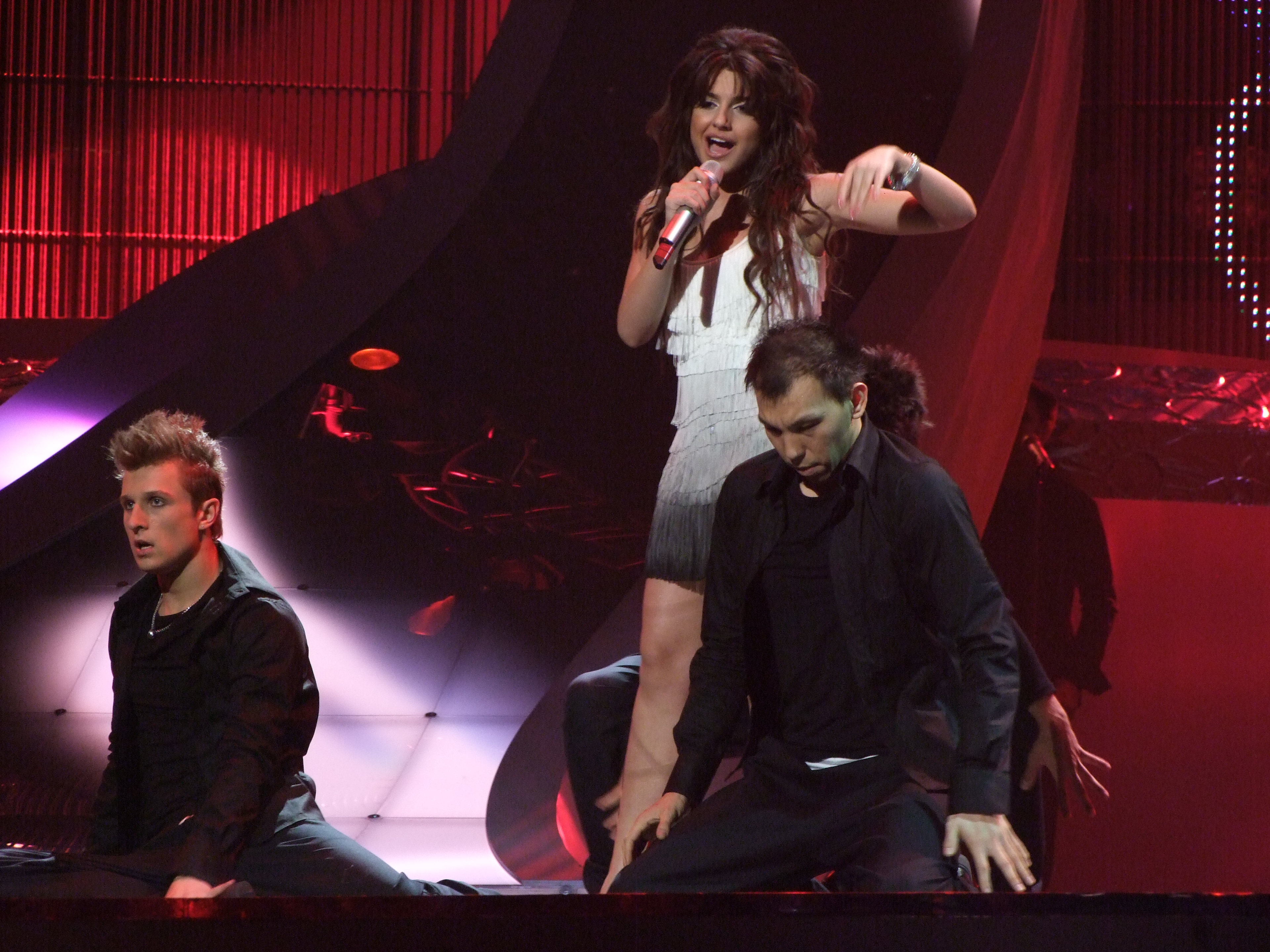
Сирушо в полуфинале конкурса песни Евровидения 2008

В 2008 году Сирушо в 4-й раз получила премию «Лучшая певица года» на Национальной Музыкальной Премии. В этом же году она представила Армению на Евровидении с песней «Qele Qele». Песню написали Сирушо и армяно-американский композитор и продюсер H.A. Der-Hovagimian. Заняла 4-е место, набрав 199 баллов. В апреле 2009 года Сирушо представила песню «Erotas» (рус. «Любовь») на греческом языке. Песня была выполнена в танцевальном ритме и сразу же всем понравилась. Музыку песни написал армянский композитор Hayko, а слова — Natalia Germanou. В этом же году Сирушо записала песню вместе с участниками Евровидения-2008, Боазом Маудой и Еленой Томашевич. Песня называется «Time to Pray» («Время для молитвы»). Слова песни были написаны президентом Израиля Шимоном Пересом. Песня была исполнена в нескольких странах, в том числе в России и Сербии.

### 2010—2012: «Havatum em» and «PreGomesh»
В 2010 году Сирушо выпустила песню «Havatum em» (анг. «Я верю»). И слова, и музыка сочинены ею. В конце февраля была приглашена на Мальту в качестве специального гостя. Она выступила на отборе Мальтийской версии Евровидения. Четвёртый альбом певицы получил название «Havatum em». Альбом включает ранее выпущенные песни «Erotas» («Любовь»), «Havatum em» («Я верю»), «Time to Pray» («Время для молитвы») и другие новые песни, а также песни, написанные для армянского национального отбора на Евровидение 2008. В 2010 году Сирушо написала песню для известного русского певца Григория Лепса «Судьба зима». В 2011 году она выпустила песню «I like it». 3 декабря этого же года Сирушо была специальным гостем на детском конкурсе песни Евровидение-2011 в Армении. Она исполнила Qele, Qele в версии ремикс. В 2012 году, вдохновившись песней «Lorva Gutanerg» Комитаса, написала и представила песню «PreGomesh», ставшую популярной.

## Личная жизнь
Муж — Левон Кочарян, сын второго президента Армении Роберта Кочаряна (свадьба прошла 6 июня 2009 года). Трое детей: два сына и дочь (родилась в 2022 году).

## Дискография
- 2000 — Sirusho
- 2005 — Շերամ (Шелкопряд)
- 2007 — Հիմա (Сейчас)
- 2010 — Հավատում եմ (Верю)
- 2016 — Արմատ (Корень)

## Песни
- 2005 — «Shorora»
- 2005 — «Sery mer»
- 2006 — «Mayrik»
- 2006 — «Heranum em»
- 2007 — «Hima»
- 2007 — «Arjani e» (featuring Sofi Mkheyan)
- 2007 — «Mez Vochinch Chi Bajani»
- 2008 — «Qélé, Qélé»
- 2009 — «Erotas»
- 2009 — «Time to Pray» (featuring Boaz Mauda and Jelena Tomasevic)
- 2010 — «Havatum Em»
- 2011 — «I Like It»
- 2012 — «PreGomesh»
- 2013 — «See»

## Премии
- 2003: «The Future of Armenian Music» at the Armenian National Music Awards, Yerevan
- 2004: «Best Female Artist» at the «Krunk Awards», Yerevan •
- 2005: «Best Song» — «Sery mer» at the «Voske Qnar Awards», Yerevan
- 2005: «Best Album of the Year» — «Sheram» at the Armenian National Music Awards, Yerevan
- 2005: «Best Female Artist of the Year» at the Armenian National Music Award, Yerevan
- 2005: «Best Female Artist» at the Annual Armenian-Russian Diaspora Music Awards (Tashir 2005), Moscow
- 2006: «Best Female Artist of the Year» at the Annual Armenian-Russian Diaspora Music Award (Tashir 2006), Moscow
- 2006: «Best Music Video» — «Mayrik» at the Annual MCLUB AMVA Awards, USA
- 2007: «Best Female Artist of the Year» at the Armenian Music Awards (Anush), USA
- 2007: «Best Video» — «Hima» at the «Top 10 Awards», Yerevan
- 2007: «Princess of Armenian Music», Yes Magazine Awards, Yerevan
- 2007: «Best Song» — «Heranum em» at the «Voske Qnar Awards», Yerevan
- 2008: «Best Video» — «Qele Qele» at the «Top 10 Awards», Yerevan
- 2008: «Eurovision Fan Award» at the Eurovision Song Contest, Belgrade
- 2009: «Best International Armenian Singer» at the Annual Armenian-Russian Diaspora Music Award (Tashir 2009), Moscow
- 2010: «Best Song» — «Havatum Em» at the Armenian National Music Awards, Yerevan
- 2010: "Best-Selling Album " — «Havatum Em» at the Armenian National Music Awards, Yerevan
- 2010: «Best Singer» & «Best Media Star» at Luxury Awards
- 2010: «Special award for spreading the Armenian music in Europe» at the Annual Armenian-Russian Diaspora Music Award (Tashir 2010), Moscow